# Federação Norte-rio-grandense de Futebol
A Federação Norte-rio-grandense de Futebol (também conhecida como Federação potiguar de futebol) é a entidade que controla o esporte no Estado do Rio Grande do Norte e representa os clubes potiguares na CBF.
Seus principais times a nível nacional são ABC e América de Natal.

Escudo antigo

## Membros fundadores

### Ligas filiadas
- Liga Assuense de Desportos (Assu)
- Liga Campestrense de Desportos (São José do Campestre)
- Liga Desportiva de Curraisnovense (Currais Novos)
- Liga Desportiva de Ceará-Mirim (Ceará-Mirim)
- Liga Desportiva de Extremoz (Extremoz)
- Liga Desportiva de Goianinha (Goianinha)
- Liga Desportiva de Jucurutu (Jucurutu)
- Liga Desportiva de São Rafael (São Rafael)
- Liga Desportiva Macauense (Macau)
- Liga Desportiva Mossoroense (Mossoró)
- Liga Desportiva Santacruzense (Santa Cruz)
- Liga Macaibense de Desportos (Macaíba)
- Liga Mipibuense de Desportos (São José de Mipibu)
- Liga Parelhense de Desportos (Parelhas)
- Liga Parnamirinense de Desportos (Parnamirim)
- Liga Desportiva Lagoanovense (Lagoa Nova)

## Ranking da CBF

### Ranking dos clubes
Ranking atualizado em 17 de dezembro de 2021
| Pos. | Clube               | Pontos | Brasileiro 2022 |
| ---- | ------------------- | ------ | --------------- |
| 47°  | ABC                 | 2.711  | Série C         |
| 61º  | América de Natal    | 1.558  | Série D         |
| 82º  | Globo               | 933    | Série D         |
| 157º | Potiguar de Mossoró | 255    | -               |
| 163º | Santa Cruz de Natal | 228    | -               |
| 205º | ASSU                | 102    | -               |

### Ranking das federações
| Pos. | Pontos | Ano  |
| ---- | ------ | ---- |
| 15º  | 5.787  | 2022 |
| 15º  | 5.924  | 2021 |
| 15º  | 6.801  | 2020 |
| 14º  | 7.997  | 2019 |

## Lista de clubes
Abaixo a lista os clubes profissionais associado a Federação Norte-rio-grandense de Futebol.